# 7967 Beny
7967 Beny è un asteroide della fascia principale. Scoperto nel 1996, presenta un'orbita caratterizzata da un semiasse maggiore pari a 2,1992546 UA e da un'eccentricità di 0,1855361, inclinata di 3,48306° rispetto all'eclittica.